# Trichoneura eleusinoides
Trichoneura eleusinoides là một loài thực vật có hoa trong họ Hòa thảo. Loài này được (Rendle) Ekman miêu tả khoa học đầu tiên năm 1912.